# WGC-Mexico Championship
Le WGC-Mexico Championship est l'un des quatre tournois annuels du World Golf Championships.
Fondé en 1999, ce tournoi a également porté le nom de WGC-American Express Championship de 1999 à 2006, et de WGC-Cadillac Championship de 2007 à 2016.
De 1999 à 2006, il a eu lieu sur différents parcours en Europe et aux États-Unis, puis de 2007 à 2016 au Doral Golf Resort & Spa, de Doral, en Floride. Depuis 2017 il se joue à Mexico et a pris le nom de WGC-Mexico Championship.
Il fait partie des deux circuits majeurs du golf mondial, le PGA Tour et le Tour européen PGA.
Tiger Woods est le recordman en nombre de victoires : il a remporté le tournoi sept fois en dix-huit éditions, et cela sur six parcours différents.

## Critères de participation
Le tournoi est ouvert à 70 golfeurs, soit environ deux fois moins qu'un tournoi classique sur le PGA Tour et de ce fait il ne comporte pas de cut. Les critères d'éligibilité sont les suivants :
- Les 50 meilleurs joueurs du classement mondial des 2 dernières semaines précédents le tournoi.
- Les meilleurs joueurs des différents circuits partenaires de l'évènement :
  - Les 30 meilleurs joueurs du PGA Tour
  - Les 30 meilleurs joueurs de l'European Tour
  - Les 3 meilleurs joueurs de l'Asian Tour, du Japan Golf Tour, du PGA Tour of Australasia, et du Sunshine Tour

## Palmarès
| Année | Vainqueur                                          | Score                                              | Au par                                             | Parcours                                            |
| ----- | -------------------------------------------------- | -------------------------------------------------- | -------------------------------------------------- | --------------------------------------------------- |
| 2018  | Phil Mickelson (2/2)                               | 268                                                | -16                                                | Chapultepec, Mexico, Mexique                        |
| 2017  | Dustin Johnson                                     | 270                                                | -14                                                | Chapultepec, Mexico, Mexique                        |
| 2016  | Adam Scott                                         | 276                                                | -12                                                | Doral Golf Resort & Spa, Miami, Floride, États-Unis |
| 2015  | Dustin Johnson                                     | 279                                                | -9                                                 | Doral Golf Resort & Spa, Miami, Floride, États-Unis |
| 2014  | Patrick Reed                                       | 284                                                | -4                                                 | Doral Golf Resort & Spa, Miami, Floride, États-Unis |
| 2013  | Tiger Woods (7/7)                                  | 269                                                | -19                                                | Doral Golf Resort & Spa, Miami, Floride, États-Unis |
| 2012  | Justin Rose                                        | 272                                                | -16                                                | Doral Golf Resort & Spa, Miami, Floride, États-Unis |
| 2011  | Nick Watney                                        | 272                                                | -16                                                | Doral Golf Resort & Spa, Miami, Floride, États-Unis |
| 2010  | Ernie Els (2/2)                                    | 270                                                | -18                                                | Doral Golf Resort & Spa, Miami, Floride, États-Unis |
| 2009  | Phil Mickelson (1/2)                               | 269                                                | -19                                                | Doral Golf Resort & Spa, Miami, Floride, États-Unis |
| 2008  | Geoff Ogilvy                                       | 271                                                | -17                                                | Doral Golf Resort & Spa, Miami, Floride, États-Unis |
| 2007  | Tiger Woods (6/7)                                  | 278                                                | -10                                                | Doral Golf Resort & Spa, Miami, Floride, États-Unis |
| 2006  | Tiger Woods (5/7)                                  | 261                                                | -23                                                | The Grove, Hertfordshire, Grande-Bretagne           |
| 2005  | Tiger Woods (4/7)                                  | 270                                                | -10                                                | Harding Park Golf Club, San Francisco, États-Unis   |
| 2004  | Ernie Els (1/2)                                    | 270                                                | -18                                                | Mount Juliet Conrad, Irlande                        |
| 2003  | Tiger Woods (3/7)                                  | 274                                                | -6                                                 | Capital City Club, Atlanta, États-Unis              |
| 2002  | Tiger Woods (2/7)                                  | 263                                                | -25                                                | Mount Juliet Conrad, Irlande                        |
| 2001  | Annulé pour cause d'Attentats du 11 septembre 2001 | Annulé pour cause d'Attentats du 11 septembre 2001 | Annulé pour cause d'Attentats du 11 septembre 2001 | Annulé pour cause d'Attentats du 11 septembre 2001  |
| 2000  | Mike Weir                                          | 277                                                | -7                                                 | Valderrama Golf Club, Espagne                       |
| 1999  | Tiger Woods (1/7)                                  | 278                                                | -6                                                 | Valderrama Golf Club, Espagne                       |

(*)victoires

## Records
- Total : 261 (Tiger Woods, 23 sous le par en 2006)
- Sur un jour : 62 (Sergio García et Retief Goosen en 2002, soit 10 sous le par)
- Sur un jour : 62 (Justin THOMAS en 2018, soit 9 sous le par)